# 傅幹
傅幹 （175年—？年），字彦材，小名別成，北地靈州人，三國時期曹魏將領。

## 生平
中平四年，涼州刺史耿鄙討伐韓遂、王國等金城亂軍，傅幹父傅燮知道耿鄙不得人心，必定失敗，於是反對。耿鄙執意出兵，行至狄道時發生叛亂被殺，於是韓遂、王國圍攻漢陽。漢陽少兵缺糧，傅燮依然堅守，隨同韓遂等攻打漢陽的數千北地羌人，感念傅燮恩德，集體在城外叩頭，請求傅燮放棄死守漢陽，讓他們護送他回故里。時年十三的傅幹見此於是進言，勸其父接受棄漢陽歸北地，傅燮以“殷紂之暴，都尚有伯夷不食周粟而死，孔子稱其賢。如今朝廷沒如此殘暴，我品德能超過伯夷？”來曉諭其子，傅幹哽咽不能復言，後王國派前酒泉太守黃衍勸降，傅燮按劍叱責黃衍：「你身為國家任命的太守、剖符之臣，反倒為叛軍做說客？」於是，傅燮率領左右沖向亂軍，臨陣戰死。
建安七年，袁紹病逝，其子袁尚欲與馬騰及韓遂聯合，馬騰假裝答應。匈奴單于呼廚泉在平陽叛亂，鍾繇率軍圍困，袁尚遣鍾繇外甥河東太守郭援和并州刺史高幹率軍到河東，傅幹遊說馬騰說：「古人有言『順道者昌，逆德者亡』。曹操奉天子誅暴亂，法明國治，上下用命，有義必賞，無義必罰，可謂順道。袁氏背離王命，驅胡虜以陵中國，寬而多忌，仁而無斷，兵雖彊，實失天下心，可謂逆德矣。今將軍旣事有道，不盡其力，陰懷兩端，欲以坐觀成敗，吾恐成敗旣定，奉辭責罪，將軍先為誅首矣。」於是馬騰畏懼。傅幹繼續說：「智者轉禍為福。今曹操與袁氏相持，而高幹、郭援獨制河東，曹操雖有萬全之計，不能禁河東之不危。將軍誠能引兵討伐郭援，內外擊之，其勢必舉。是將軍一舉，斷袁氏之臂，解一方之急，曹操必重德將軍。將軍功名，竹帛不能盡載也。希望將軍能好好考量！」鍾繇也派遣張既向馬騰等關中將領游說，於是馬騰遣子馬超將精兵萬餘人，與鍾繇會擊大破郭援等，斬郭援，高幹、單于皆降。
建安十七年，劉備攻蜀之初，丞相掾趙戩認為劉備不濟，不會用兵，沒本事拿下益州，傅幹反駁說：「劉備得人心，又有諸葛亮、關羽、張飛等人傑輔助，怎會不濟呢？」結果劉備果真攻佔益州。
建安十九年，秋七月，曹操征孫權，傅幹此時擔任曹操的參軍，認為吳蜀據險而守，不易征伐，應先整頓國內，教化百姓。曹操不聽從，軍遂無功。

## 肉刑議
漢文帝時廢肉刑，而漢末復肉刑議熾盛，曹操亦欲恢復，支持恢復肉刑的代表人物有陳群、鍾繇、傅幹等人，傅幹曾作肉刑議，提出肉刑之法，不當除一也。

## 家庭

### 父
- 傅燮，字南容，北地靈州人，諡曰壯節侯。漢漢陽太守。

### 子
- 傅玄，字休奕，晉初文學家。[7]

### 孫
- 傅咸，字長虞，西晉文學家。